# Florian Siwicki

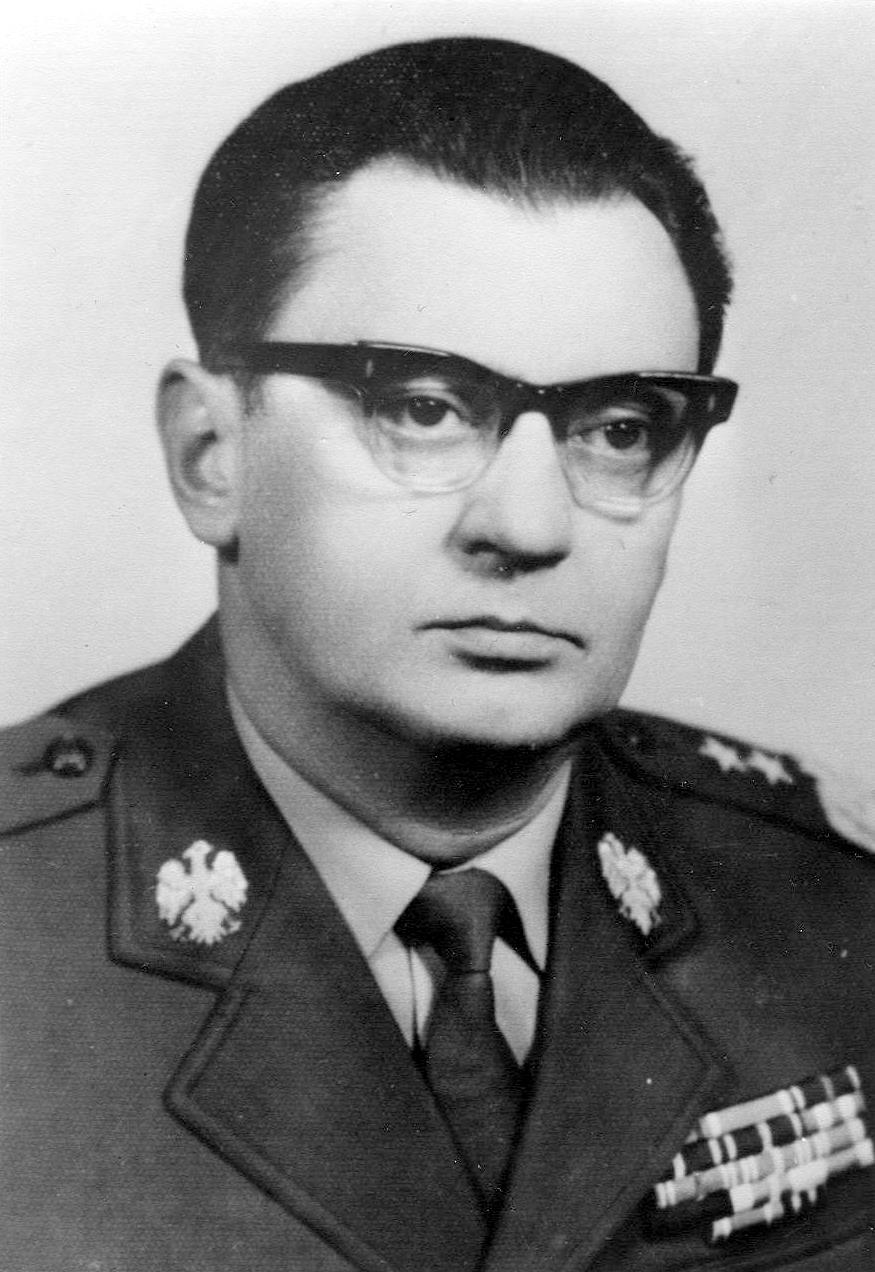
Florian Siwicki

Florian Siwicki (* 10. Januar 1925 in Luzk, Polen, heute Ukraine; † 11. März 2013 in Warschau) war ein polnischer Armeegeneral und Politiker der Polnischen Vereinigten Arbeiterpartei (PZPR), der zwischen 1973 und 1983 Chef des Generalstabes der Streitkräfte der Volksrepublik Polen sowie anschließend von 1983 bis 1990 Verteidigungsminister war. Als Befehlshaber der eigens dafür geschaffenen 2. Polnischen Armee (2 Armia Wojska Polskiego) nahm er 1968 an der Operation Donau genannten Niederschlagung des Prager Frühlings durch die Truppen des Warschauer Pakts teil. Als Chef des Generalstabes wurde er nach der Verhängung des Kriegsrechtes am 13. Dezember 1981 durch Wojciech Jaruzelski Mitglied des Militärrates der Nationalen Rettung WRON (Wojskowa Rada Ocalenia Narodowego) und gehörte diesem bis zum 21. Juli 1983 an.

## Leben

### Herkunft und Zweiter Weltkrieg
Siwicki war der Sohn von Eugeniusz Siwicki, der als Offizier im 24. Infanterieregiment diente und im April 1940, nach der sowjetischen Besetzung Ostpolens, von der sowjetischen Geheimpolizei NKWD verhaftet wurde. Anschließend wurde Florian Siwicki im Mai 1940 zusammen mit seiner Mutter Elżbieta Siwicka nach Archangelsk deportiert.
Im Dezember 1942 trat Siwicki als Freiwilliger in das 105. selbständige Sappeur-Bataillon der Roten Armee ein und diente dort bis zum 1. Mai 1943. Anschließend trat er in die Polnischen Streitkräfte in der Sowjetunion (Polskie Siły Zbrojne w ZSRR) ein und kam zur 1. Infanteriedivision Tadeusz Kościuszko. Danach war Siwicki vom 18. Dezember 1943 bis zum 1. September 1944 im Ausbildungszentrum für Offiziersanwärter und anschließend vom 2. September 1944 bis 2. November 1945 an der Offiziersschule für Infanterie und Kavallerie.

### Offizier der Polnischen Streitkräfte
Nach dem Ende des Zweiten Weltkrieges begann Siwicki am 22. Mai 1945 seine Laufbahn als Berufssoldat und nahm zwischen 1945 und 1946 an der Bekämpfung der antikommunistischen Widerstandsbewegung um Józef Kuraś teil. In der Folgezeit war er bei verschiedenen Dienststellen und absolvierte zwischenzeitlich vom 3. März bis zum 30. November 1947 einen Kurs für Bataillonskommandeure am Infanterieausbildungszentrum (Centrum Wyszkolenia Piechoty).
Nach der Gründung der Volksrepublik Polen wurde er am 8. November 1952 Leiter der Abteilung für Infanterieausbildung in der Hauptverwaltung Ausbildung der Streitkräfte und absolvierte anschließend zwischen dem 30. November 1954 und dem 27. Oktober 1956 einen Kurs an der Militärakademie des Generalstabes der Sowjetischen Streitkräfte Kliment Jefremowitsch Woroschilow.
Nach seiner Rückkehr nach Polen wurde er als Oberst am 7. Dezember 1956 als Nachfolger von Oberst Józef Dziadura Kommandeur der 5. Infanteriedivision (5 Saska Dywizja Piechoty) und behielt diesen Posten bis zur Auflösung dieses Verbandes am 31. Oktober 1957. Im Anschluss wurde er am 22. Dezember 1957 Nachfolger von Oberst Jan Wyderkowski als Kommandeur der 3. Pommerschen Infanteriedivision (Romuald Traugutt) und verblieb in dieser Verwendung, bis er am 15. März 1961 durch Oberst Jan Piróg. Daneben war Siwicki, der am 5. Mai 1948 Mitglied der Polnischen Vereinigten Arbeiterpartei (PZPR) wurde, bis März 1961 als Mitglied des Politischen Ausschusses der Parteikontrollkommission im Militärbezirk Warschau.

### Aufstieg zum Generalmajor und Niederschlagung des Prager Frühlings
Danach fungierte Siwicki zwischen dem 15. April 1961 und dem 13. Dezember 1964 als Militärattaché sowie Luftwaffen- und Marineattaché an der Botschaft in der Volksrepublik China und wurde während dieser Zeit 1962 zum Brigadegeneral befördert. Nachdem er nach Polen zurückgekehrt war, wurde er 1964 Nachfolger von Generalmajor Wacław Czyżewski als Kommandeur der 1. Warschauer Mechanisierten Division Tadeusz Kościuszko und wurde dort 1965 durch Oberst Filip Majewski abgelöst. Darüber hinaus war er von 1965 bis 1967 Präsident des Sportvereins WKS Śląsk Wrocław.
Am 13. Januar 1966 erfolgte seine Ernennung zum Chef des Stabes und stellvertretenden Kommandeur des Schlesischen Militärbezirks (Śląski Okręg Wojskowy), ehe er im Anschluss am 11. April 1968 Nachfolger von Generalmajor Eugeniusz Molczyk als Kommandeur des Schlesischen Militärbezirks wurde. Zugleich erfolgte 1968 seine Beförderung zum Generalmajor. Am 18. Mai 1971 wurde Generalmajor Józef Kamiński sein Nachfolger als Kommandeur des Schlesischen Militärbezirks. Während seiner dortigen dreijährigen Tätigkeit fungierte er im August und September 1968 während der Operation Donau genannten Niederschlagung des Prager Frühlings durch die Truppen des Warschauer Pakts als Befehlshaber der nur zu diesem Zweck gebildeten 2. Polnischen Armee (2 Armia Wojska Polskiego). Am 17. November 1968 wurde er Kandidat des Zentralkomitees (ZK) der PZPR (Polska Zjednoczona Partia Robotnicza).
Siwicki, der vom 1. März bis zum 30. September 1970 einen Kurs für Operation und Strategie an der Militärakademie des Generalstabes der Sowjetischen Streitkräfte Kliment Jefremowitsch Woroschilow absolvierte, wurde am 21. Mai 1971 stellvertretender Chef des Generalstabes der Streitkräfte. Einige Monate später wurde er am 12. Dezember 1971 auch Mitglied des ZK der PZPR und gehörte diesem bis zum Januar 1990 an.

### Chef des Generalstabes 1973 bis 1983 und Verhängung des Kriegsrechts 1981

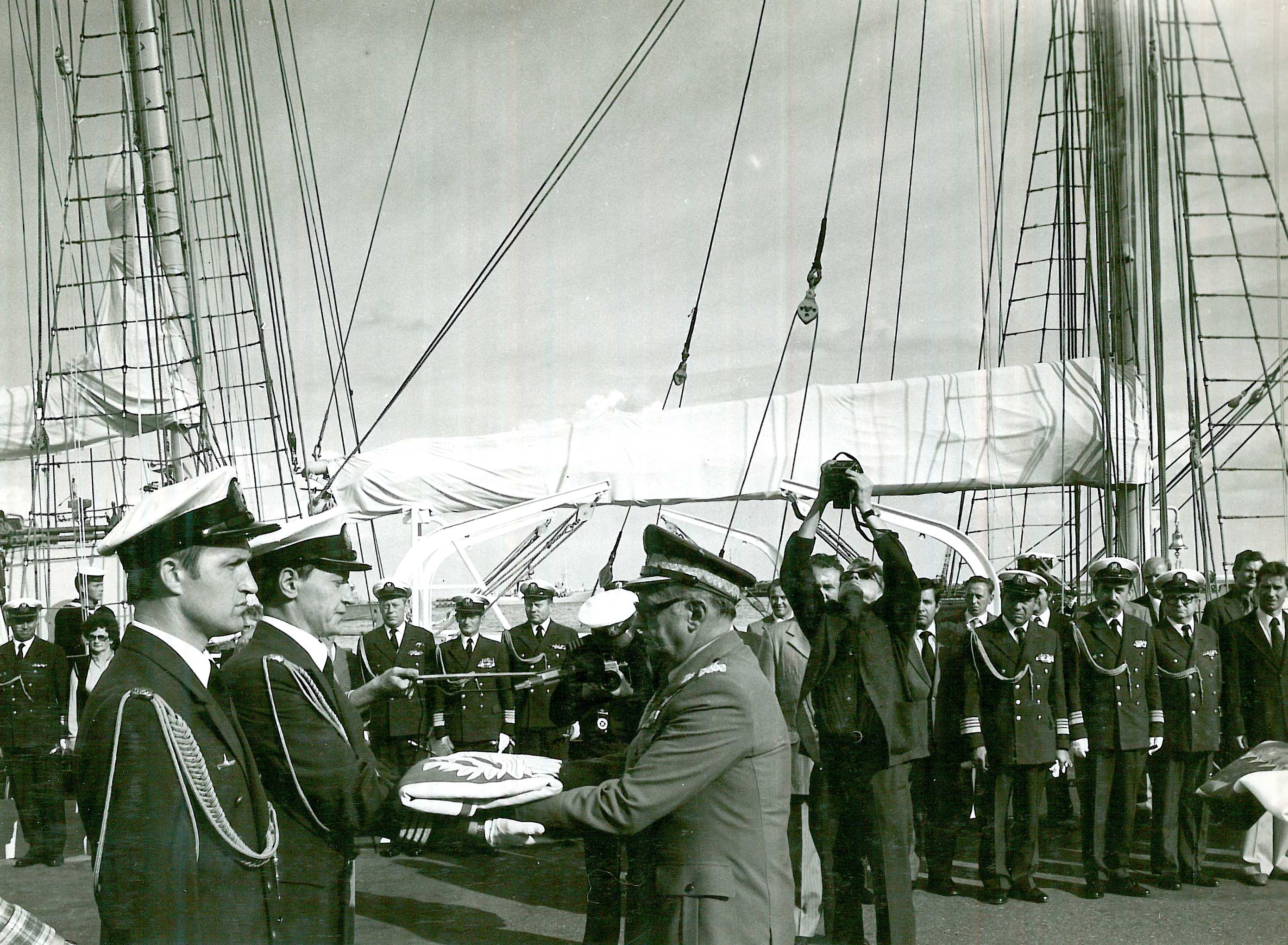
Armeegeneral Florian Siwicki (rechts) bei der Indienststellung der ORP Iskra, des Segelschulschiffs der polnischen Marine, und der Übergabe der Hausflagge (11. August 1982)

Danach wurde Siwicki am 13. Januar 1973 Chef des Generalstabes sowie stellvertretender Verteidigungsminister und damit Nachfolger von Generalmajor Bolesław Chocha, der wiederum Kommandant der Generalstabsakademie (Akademia Sztabu Generalnego) wurde. Er war damit zuständig für die Planung und obersten Leitung der Streitkräfte und verblieb bis zum 21. November 1983 und seiner anschließenden Ablösung durch Generalleutnant Józef Użycki auf diesem Posten. 1974 wurde er zum Generalleutnant befördert.
In der Folgezeit übernahm er neben seiner militärischen Funktion zunehmend auch politische Funktionen in der PZPR ein, wodurch sein Einfluss auch außerhalb der Streitkräfte wuchs. Am 21. März 1976 wurde er Abgeordneter des Sejm und gehörte diesem von der siebten bis zum Ende der neunten Legislaturperiode am 3. Juni 1989 an. Darüber hinaus wurde er am 28. Oktober 1981 Kandidat des Politbüros des ZK der PZPR.
Nach der Verhängung des Kriegsrechtes am 13. Dezember 1981 durch Ministerpräsident Wojciech Jaruzelski wurde er auch Mitglied des Militärrates der Nationalen Rettung WRON (Wojskowa Rada Ocalenia Narodowego) und gehörte diesem bis zum 21. Juli 1983 an.

### Verteidigungsminister 1983 bis 1990
Am 22. November 1983 berief ihn Ministerpräsident Jaruzelski zu seinem eigenen Nachfolger als Verteidigungsminister. Dieses Ministeramt bekleidete er auch in den nachfolgenden Regierungen der Ministerpräsidenten Zbigniew Messner, Mieczysław Rakowski und Tadeusz Mazowiecki bis zu seiner Ablösung durch den ehemaligen Befehlshaber der Marine, Vizeadmiral Piotr Kołodziejczyk, am 6. Juli 1990. Des Weiteren war er zwischen 1985 und 1990 Vize-Vorsitzender des Nationalrates des Verbandes der Kämpfer für Freiheit und Demokratie ZBoWiD (Związek Bojowników o Wolność i Demokrację) war, der offiziellen staatlich kontrollierten Kriegsveteranenvereinigung in der Volksrepublik Polen.
Am 3. Juli 1986 wurde Siwicki, der am 27. September 1984 zum Armeegeneral befördert wurde, schließlich auch Mitglied des Politbüros des ZK der PZPR (Biuro Polityczne KC PZPR) und damit bis zum 29. Januar 1990 des obersten Führungsorgans der Partei.
Darüber hinaus fungierte er von 1986 bis 1989 als Mitglied des Nationalkomitees von Grunwald (Ogólnopolski Komitet Grunwaldzki), eine 1986 durch die Patriotische Front für die nationale Wiedergeburt PRON (Patriotyczny Ruch Odrodzenia Narodowego) gegründete Organisation zur Förderung der polnischen Militärtradition und der Erinnerung an die Schlacht bei Tannenberg am 15. Juli 1410.

### Ende der Volksrepublik Polen, Anklage wegen Verbrechens gegen die polnische Nation und Tod

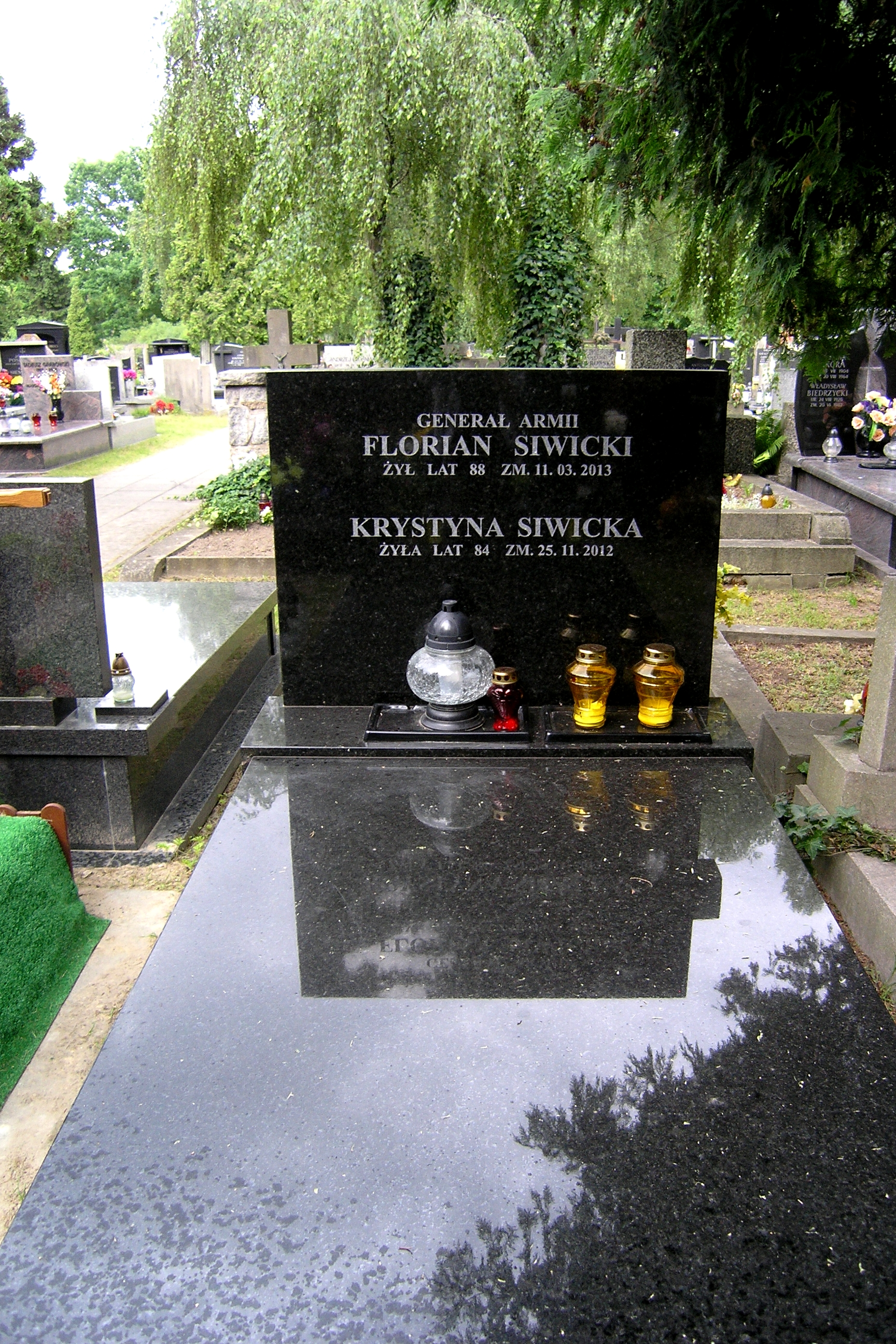
Grabstelle Florian Siwickis dem Warschauer Friedhof Cmentarz Wojskowy na Powązkach

Wegen der Verhängung des Kriegsrechts fanden später Untersuchungen durch eine vom Institut des Nationalen Gedenkens IPN (Instytut Pamięci Narodowej) eingesetzte Hauptkommission zur Untersuchung der Verbrechen gegen die polnische Nation statt, die im März 2006 ihren Abschlussbericht vorlegte. Daraufhin wurde gegen ihn Anklage wegen des Aktion „Herbst 82“ (Jesień 82) genannten Vorgehens gegen Mitglieder der Opposition durch den Sicherheitsdienst SB (Służba Bezpieczeństwa) erhoben, wobei der Prozess jedoch erst 2012 begann.
Nach seinem Tod am 11. März 2013 wurde Siwicki mit militärischen Ehren auf dem Warschauer Friedhof Cmentarz Wojskowy na Powązkach bestattet. An der Beisetzung nahmen unter anderem der ehemalige Verteidigungsminister Janusz Onyszkiewicz, der frühere Kommandeur des Pommerschen Militärbezirks Generalmajor Zbigniew Blechman, Brigadegeneral Roman Harmoza sowie sein Nachfolger als Generalstabschef, Generalleutnant Józef Użycki teil, der eine Würdigung Siwickis von Wojciech Jaruzelski verlas.
Aus seiner Ehe mit der 2012 verstorbenen Krystyna Siwicka gingen die Söhne Jerzy und Ryszard Siwicki hervor.

### Orden und Auszeichnungen
Während seiner langjährigen Laufbahn wurde Siwicki mehrfach mit in- und ausländischen Orden und Auszeichnungen geehrt. Zu den bedeutendsten Ehrungen gehören der Order Odrodzenia Polski, den er als Ritter und als Großoffizier verliehen bekam. Darüber hinaus erhielt er unter anderem das Verdienstkreuz der Republik Polen in Gold.
An ausländischen Orden erhielt er unter anderem jeweils von der Sowjetunion den Leninorden, den Orden der Völkerfreundschaft, die Medaille „Festigung der Waffenbrüderschaft“, die Medaille „20. Jahrestag des Sieges im Großen Vaterländischen Krieg 1941–1945“, die Medaille „30. Jahrestag des Sieges im Großen Vaterländischen Krieg 1941–1945“, die Medaille „40. Jahrestag des Sieges im Großen Vaterländischen Krieg 1941–1945“, die Medaille „60 Jahre Streitkräfte der UdSSR“, die Medaille „70 Jahre Streitkräfte der UdSSR“ sowie den Scharnhorst-Orden der DDR.